# Rhizoctonia solani
Rhizoctonia solani (teleomorf: Thanatephorus cucumeris) és una espècie de bolet de l'ordre dels cantarel·lals (Cantharellales). És un patogen de les plantes amb un ampli marge d'hostes i de distribució cosmopolita. Causa la malaltia massiva dels planters que els mata. També és responsable de la malaltia de la tija en filferro de la col i coliflor.

## Identificació

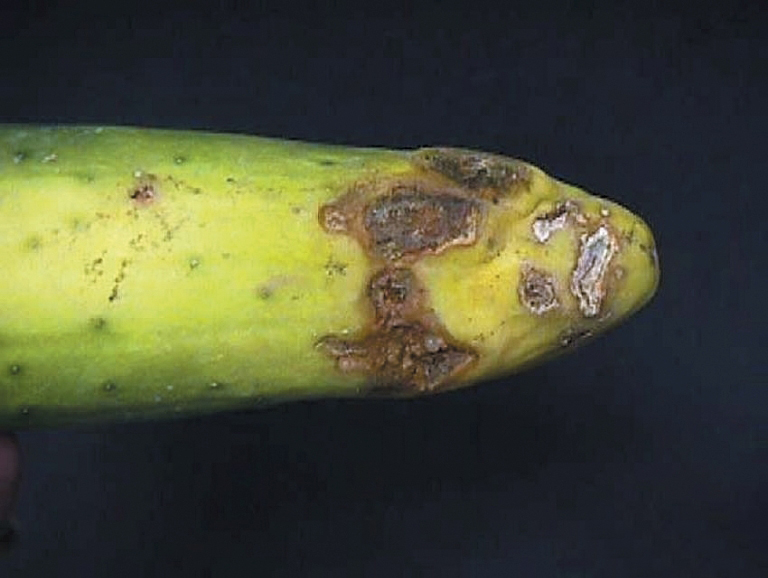
R. solani, infecció en cogombre

Rhizoctonia solani no produeix espores i s'identifica només per les característiques de l'ADN del miceli. Les seves cèl·lules hifals són multinucleades. Produeix un miceli blanc a marronós quan creix en el laboratori.
El teleomorf de R. solani és Thanatephorus cucumeris. Forma basidis amb forma de bastó.